# Wild Kratts

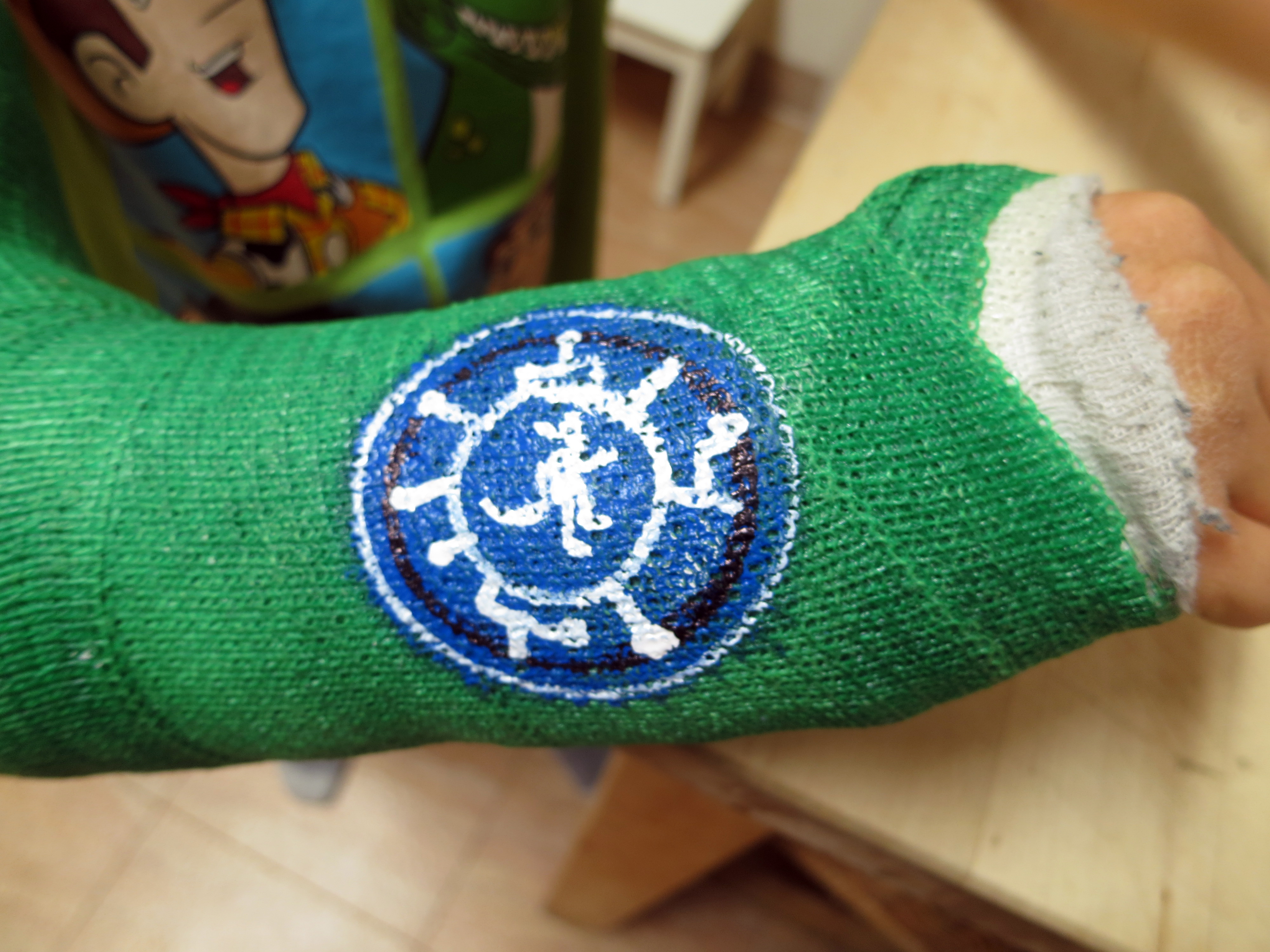
Disco de poder animal que usan los Hemanos Kratt en la serie animada Wild Kratts

Wild Kratts (Aventuras con los Kratt en Latinoamérica y Los hermanos Kratt en España) es una serie de acción real/animada creada y protagonizada por Martin y Chris Kratt, producida por la cadena PBS, y estrenada en el 2011. El 16 de mayo de 2011, se estrenó por Discovery Kids para su emisión en Latinoamérica, el 1 de noviembre de 2013 se estrenó en España por Canal Panda.

## Sinopsis
Wild Kratts es una serie de televisión dirigida a niños entre los 5 y los 8 años de edad, que transforma a los hermanos Kratt (aventureros y reconocidos zoólogos creadores de la famosa y premiada serie Zoboomafoo) en la versión animada de ellos mismos. En todos los episodios, Chris y Martin Kratt emprenden una misión para salvar a los animales de la tierra de los malvados Zach Varmitech, Donita Donata y el chef Gourmond.
Cada episodio se inicia con un segmento en vivo en el que los dos hermanos presentan a algunos animales. Después, los Kratt se convierten en versiones animadas de ellos mismos y la aventura comienza, ofreciéndoles a los niños un vistazo sin precedentes de la vida secreta de extraordinarias criaturas que habitan en algunos de los lugares más exóticos del planeta.
Sin embargo, los animales no siempre cooperan con Chris y Martin y ambos zoólogos necesitan la ayuda de sus amigos para solucionar los problemas que van surgiendo en su camino.

## Personajes

### Héroes
- Chris Kratt: Chris es lógico y pragmático. Es la voz de la razón frente a las locuras de Martin. Posee un amplio conocimiento de todos los animales y registra todas las especies que se encuentra en su camino. Respeta la naturaleza y considera que las criaturas salvajes deben permanecer siempre en su propio medioambiente.

- Martin Kratt: Martin es muy artístico, gracioso, el hombre de las grandes ideas. Es el hermano impulsivo que prefiere improvisar a pesar de correr riesgos. Le gusta asumir el papel de los animales y observa el mundo desde su punto de vista. Como en toda buena asociación, son la diferencia entre ambos hermanos las que los convierten en un gran equipo. Comúnmente es el que le da nombre a los animales

otros del equipo:
- Aviva: Aviva es una joven extraordinaria de algo más de 20 años de edad, hace todo con mucho estilo y está a punto de convertirse en una de las mejores inventoras del planeta. En su laboratorio secreto ayuda a los hermanos Kratt a salvar y a estudiar a los animales. Para ayudar a transformar la ficción científica en realidad, Aviva reunió a un brillante y especializado equipo en alta tecnología.

- Jimmy Z: Hasta que una consola de videojuegos cae entre sus manos, es el encargado de operar el Teletransporte, una invención de Aviva que envía los últimos descubrimientos del equipo a los hermanos Kratt. También se ocupa de dirigir al cuartel general del grupo, que se desplaza de un hábitat a otro. También en toda la serie se le ve comiendo Pizza, su comida favorita

- Koki: Koki es una talentosa especialista en computadoras, es una joven de gran inteligencia y lengua afilada. Siempre sabe en qué lugar de la internet buscar para encontrar la información que se necesita y mantiene un sistema de defensa electrónico que el equipo utiliza para proteger su cuartel general secreto.

### Villanos
- Zach Varmitech: Zach es un malvado científico con la idea de crear una legión de robots biotecnológicos poniéndoles animales trajes mecánicos de control mental, que le permitirán controlar la naturaleza y el mundo en general, dice ser la mente maestra animal cuando en realidad apenas sabe algunas cosas de los animales, en un capítulo se descubre que él y Aviva fueron al mismo campamento de ciencias y tiene una rivalidad con ella, siempre queriendo demostrar que es mejor inventor que ella, casi siempre fallando y dejándose a sí mismo en ridículo. Su arrogancia llega al punto de afirmar ser descendiente del cavernícola que inventó la rueda, y que según Aviva su persona favorita es él mismo.

- Donita Donata: Donita es una diseñadora de modas que usa animales vivos para sus vestidos, poniéndolos en animación suspendida, llegando a secuestrar colonias enteras para producir estas “piezas de moda” en masa y venderlas.

- Dabio: Dabio es el asistente de Donita pero cada vez que ella le pide ayuda; él en simples cosas falla, básicamente enmarca el estereotipo del modelo atractivo pero de pocas luces. Le trata de ayudar en los diseños de modas, pero a Donita no le gustaba lo que él le sugería.

- Chef Gourmand: Gourmand es un autoproclamado chef de primera clase que cocina especies en peligro de extinción y le causa muchos problemas a los Kratt. Sería más acertado considerarlo un cazador furtivo que un chef, dado que en el capítulo “¡Salvemos a los Ornitorrincos!”, Martin comenta que su costumbre de cocinar especies en peligro lo hizo perder su licencia. Según Gourmand, sus motivos para elegir especies en peligro es que por ser tales las considera finas, y por tanto “dignas” de un gusto como el suyo.

- Paisley Paver: Peasley Paver es una presidenta que hasta ahora solo aparece en el episodio “El Oso Espíritu”. Ella intentó aplanar la isla de los osos para hacer una “mega bodega”, en pero Martin, Chris y Aviva la detienen.

- Rex: Rex es el asistente de Paisley Paver y por lo tanto solo aparece en el episodio “El Oso Espíritu”. Es un constructor que utiliza sus aplanadoras para aplanar las islas de los animales, también la aplanadora más grande cuenta con brazos mecánicos con los que atrapa a quien moleste a Paisley Paver.

## El Super Traje Animal
El super traje animal es un invento de Aviva que ayuda a los hermanos Kratt a convertirse en los animales que están estudiando. Cuando los hermanos Kratt quieren convertirse en un animal, Aviva diseña discos de poder que contienen características de los animales deseados y los Kratt deben tocar al animal para activar el traje, gracias al ADN de los animales.

## Lista de episodios
| Temporada | Temporada | Episodios | Estados Unidos        | Estados Unidos        | Latinoamérica      | Latinoamérica       |
| Temporada | Temporada | Episodios | Inicio                | Final                 | Inicio             | Final               |
| --------- | --------- | --------- | --------------------- | --------------------- | ------------------ | ------------------- |
|           | 1         | 40        | 3 de enero de 2011    | 22 de octubre de 2012 | 16 de mayo de 2011 | 2013                |
|           | 2         | 26        | 15 de octubre de 2012 | 31 de enero de 2014   | 2013 - 2014        | 2014 - 2015         |
|           | 3         | 26        | 7 de abril de 2014    | 22 de julio de 2015   | 9 de abril de 2016 | 3 de julio de 2016  |
|           | 4         | 26        | 29 de julio de 2015   | 14 de abril de 2015   | 9 de julio de 2016 | 28 de marzo de 2017 |
|           | 5         | 20        | 24 de julio de 2017   | 23 de enero de 2019   |                    |                     |

### Temporada 1
| N.º | Título                                                          | Estreno en Estados Unidos | Estreno en Latinoamérica |
| --- | --------------------------------------------------------------- | ------------------------- | ------------------------ |
| 1 | «La Mamá Cocodrilo» «Mom of a Croc»                             | 3 de enero de 2011        | 16 de mayo de 2011       |
| Chris y Martin, disfrazados de huevo, se meten en un nido de cocodrilos para conocer cómo viven los pequeños. Descubren la importancia del calor en el ciclo de vida del cocodrilo y que el calor puede pasar de un objeto a otro por conducción. |                                                                 |                           |                          |
| 2 | «Batallas Submarinas» «Whale of a Squid»                        | 4 de enero de 2011        | 17 de mayo de 2011       |
| Una batalla entre un cachalote y un calamar gigante succiona el prototipo de submarino en el que viajan los Kratt. Aviva crea trajes especiales para que los exploradores se aventuren en las profundidades. |                                                                 |                           |                          |
| 3 | «Aventura en la Sabana» «Aardvark Town»                         | 5 de enero de 2011        | 18 de mayo de 2011       |
| Los Kratt intentan regresar a un joven cerdo hormiguero a su madriguera. En el camino, descubren cómo estos animales manipulan la tierra y conocen el valioso servicio que proveen a las criaturas que viven en madrigueras. |                                                                 |                           |                          |
| 4 | «El Vuelo del Dragón» «Flight of the Draco»                     | 6 de enero de 2011        | 19 de mayo de 2011       |
| Chris y Martin descubren que una malvada diseñadora de modas ha estado capturando una gran cantidad de dragones voladores, incluyendo a Martin, con el objetivo de triunfar en su nueva colección de otoño. Ahora depende de Chris salvar a su hermano y a todos los dragones. |                                                                 |                           |                          |
| 5 | «Una Aventura en Miniatura» «Mystery of the Squirmy Wormy»      | 7 de enero de 2011        | 20 de mayo de 2011       |
| Aviva reduce de tamaño a Chris y Martin para una misión bajo tierra: descubrir por qué las lombrices salen a la superficie cuando llueve. Aprenden que la vida de la lombriz es arriesgada y que su ambiente les ayuda a permanecer húmedas. |                                                                 |                           |                          |
| 6 | «¡Salvemos a los Ornitorrincos!» «Platypus Cafe»                | 10 de enero de 2011       | 23 de mayo de 2011       |
| En Australia los Kratt encuentran a una mamá ornitorrinco con sus huevos. Chris y Martin aprovechan el sentido electromagnético del animal para salvar sus huevos del chef Gourmand, y descubren la importancia de los sentidos para obtener información. |                                                                 |                           |                          |
| 7 | «Misión en el Ártico» «Polar Bears Don't Dance»                 | 12 de enero de 2011       | 27 de mayo de 2011       |
| En el Ártico Martin y Chris investigan el desplazamiento de los animales en diferentes ambientes. Sus conocimientos sobre flotabilidad y tracción resultan útiles para rescatar a la cría de morsa y al cachorro de oso polar que Zach Varmitech capturó. Nota: Este episodio tiene un estilo de animación distinto ya que fue dirigido por Luc Chamberland y no por los hermanos Kratt. |                                                                 |                           |                          |
| 8 | «Entre Castores» «Build It Beaver»                              | 13 de enero de 2011       | 30 de mayo de 2011       |
| Chris y Martin Kratt, los hermanos aventureros, zoólogos y creadores de grandes éxitos de la televisión, en su primera serie animada tienen la misión de salvar a los animales del planeta del malvado Zach Varmitech, quien planea utilizarlos para crear una legión de robots biotecnológicos que le ayuden a controlar la naturaleza y todo. Cada experiencia explora un concepto científico adaptado para los pequeños de la casa. Todo tiene que ver con historias de aventura, misterio y rescate. Los episodios comienzan con Chris y Martin reales, quienes se imaginan “¿Cómo sería si…?” para después transformarse en dibujos animados y comenzar la aventura. Esta serie animada tiene propósitos educacionales a través de historias divertidas. |                                                                 |                           |                          |
| 9 | «El Viaje de la Mariposa» «Voyage of the Butterflier XT»        | 17 de enero de 2011       | 3 de junio de 2011       |
| Provistos de la invención más nueva de Aviva, los hermanos Kratt harán el viaje de insectos más increíble del mundo: la emigración de las mariposas monarcas a sus bosques secretos en México. |                                                                 |                           |                          |
| 10 | «En Busca de Miel» «Honey Seekers»                              | 19 de enero de 2011       | 6 de junio de 2011       |
| En su aventura por descubrir al animal más rudo de África, Chris y Martin descubren la sorprendente relación simbiótica que hay entre las abejas, y los hermanos utilizarán esa relación para arruinar los planes maléficos del Chef Gourmand. |                                                                 |                           |                          |
| 11 | «Concurso de Pesca» «Bass Class»                                | 20 de enero de 2011       | 10 de junio de 2011      |
| Mientras que Chris y Martin, junto con Gavin buscaban al pez róbalo de boca grande, Zach Varmitech aparece y los desafía a una competencia de pesca. Pero, ¿Podrán sus conocimientos sobre el róbalo ayudarlos a ganar limpiamente contra las trampas de Zach? |                                                                 |                           |                          |
| 12 | «Luciérnagas en Peligro» «Fireflies»                            | 24 de enero de 2011       | 23 de junio de 2011      |
| Es hora del pícnic anual de la luciérnaga y los hermanos Kratt se dirigen al bosque en busca de luciérnagas, pero la malvada diseñadora de modas Donita Donata las ha capturado todas para uno de sus vestidos. ¿Podrán los hermanos salvar a las luciérnagas? |                                                                 |                           |                          |
| 13 | «Los Poderes de la Morsa» «Mystery of the Weird Looking Walrus» | 27 de enero de 2011       | 2011                     |
| Chris y Martin descubren que Zach Varmitech raptó a toda una manada de morsas para que trabajen cultivando perlas para Donita Donata. Los hermanos Kratt descubren que las morsas tienen poderes increíbles relacionados con su apariencia. |                                                                 |                           |                          |
| 14 | «Chris de Tazmania» «Tazzy Chris»                               | 31 de enero de 2011       | 2011                     |
| Martin y Chris desean aprender más sobre la especie en peligro de los demonios de Tasmania y descubren que Zach Varmitech los raptó para crear un nuevo y feroz Zachbot. Cris tiene un inconveniente y se transforma sin control. |                                                                 |                           |                          |
| 15 | «El Descubrimiento» «Octopus Wildkratticus»                     | 3 de febrero de 2011      | 2011                     |
| Aviva lleva a los hermanos en su nuevo submarino y en el viaje se encuentran con una extraña especie de pulpos y se dan cuenta de que algo anda mal en las profundidades del océano. |                                                                 |                           |                          |
| 16 | «Carrera Acuática» «Walk on the Wetside»                        | 21 de febrero de 2011     | 2011 - 2012              |
| Cuando Chris y Martin hallan en Costa Rica un lagarto fascinante que camina sobre el agua, intentan imitarlo. Así descubren que este animal camina sobre el agua para escapar de sus depredadores. |                                                                 |                           |                          |
| 17 | «Un Elefante en Casa» «Elephant in the Room»                    | 22 de febrero de 2011     | 2011 - 2012              |
| Los hermanos encuentran a una cría de elefante sola y la ponen a salvo hasta que hallen a su madre. En ese tiempo descubren cuán travieso puede ser un elefantito y notan las estructuras de los animales que los ayudan en su crecimiento y supervivencia. |                                                                 |                           |                          |
| 18 | «¡Liberen a los rinocerontes!» «Let the Rhinos Roll!»           | 28 de marzo de 2011       | 2011 - 2012              |
| El equipo de los hermanos Kratt tiene una importante misión: descubrir por qué los rinocerontes están desapareciendo de la sabana africana. |                                                                 |                           |                          |
| 19 | «Fuerza de Canguro» «Kickin' It With the Roos»                  | 21 de abril de 2011       | 2011 - 2012              |
| Chris y Martin Kratt, los hermanos aventureros, zoólogos y creadores de grandes éxitos de la televisión, en su primera serie animada tienen la misión de salvar a los animales del planeta del malvado Zach Varmitech, quien planea utilizarlos para crear una legión de robots biotecnológicos que le ayuden a controlar la naturaleza y todo. |                                                                 |                           |                          |
| 20 | «Locos por las Bellotas» «The Blue and the Gray»                | 22 de abril de 2011       | 2011 - 2012              |
| Martin y Chris quieren descubrir quién es mejor sembrador de bellotas: ¿los arrendajos azules o las ardillas grises? Entonces una extraña falla del super traje animal transforma a Martin en una bellota y luego lo transforma en un roble. |                                                                 |                           |                          |
| 21 | «El Vuelo del Halcón» «Falcon City»                             | 23 de mayo de 2011        | 2011 - 2012              |
| Los hermanos Kratt quieren volar con el ave más veloz: el halcón peregrino, capaz de alcanzar 385 kilómetros por hora. |                                                                 |                           |                          |
| 22 | «GloboKoala» «Koala Balloon»                                    | 11 de julio de 2011       | 2011 - 2012              |
| Martin y Chris deben proteger a un koala que se encuentra varado en el desierto Australiano y ayudarlo a regresar a su hábitat natural en el bosque de eucaliptos. |                                                                 |                           |                          |
| 23 | «Velocidad de Guepardo» «Cheetah Racer»                         | 2 de septiembre de 2011   | 2012                     |
| Según Chris y Martin, ningún vehículo o criatura es más veloz que el guepardo de África. Todos quieren fabricar un vehículo más rápido y exploran lo que es necesario para alcanzar velocidad. |                                                                 |                           |                          |
| 24 | «El Mono Narigudo» «Kerhonk»                                    | 18 de octubre de 2011     | 2012                     |
| Cuando los super trajes animales de Martin y Chris quedan atascados en el modo mono narigudo, los hermanos deben convertirse en un mono que se lastimó al proteger a otro mono de un cocodrilo. |                                                                 |                           |                          |
| 25 | «¡Adivina Quién Soy!» «Mimic»                                   | 18 de octubre de 2011     | 2012                     |
| Los hermanos Kratt deben rescatar a un guepardo de la malvada diseñadora de modas Donita Donata y el cachorro de guepardo raptado los ayuda con sus habilidades de imitación. |                                                                 |                           |                          |
| 26 | «El Salto del Caracal» «Caracal-Minton»                         | 2 de abril de 2012        | 2012 - 2013              |
| Mientras los hermanos Kratt jugaban bádminton, un lince les robó el volante de Aviva, que era una herencia familiar. Mientras intentan recuperarlo, ella perfecciona el poder del lince en el super traje animal. |                                                                 |                           |                          |
| 27 | «Camuflaje Perfecto» «Zig-Zagged»                               | 14 de mayo de 2012        | 2012 - 2013              |
| Chris y Martin quedan atrapados en medio de una estampida de cebras y cuando se disipa el polvo hallan a una cría de cebra que se quedó atrás. La misión de los hermanos es devolver a la Cebra perdida con su mamá. |                                                                 |                           |                          |
| 28 | «Remedio de Orangután» «A Huge Orange Problem»                  | 4 de junio de 2012        | 2012 - 2013              |
| Mientras Chris y Martin buscan el orangután en peligro de extinción en Borneo, Aviva, Koki y Jimmy se entusiasman columpiándose en las lianas y acaban doloridos. Aprenden de los orangutanes sobre medicina casera. |                                                                 |                           |                          |
| 29 | «Aventura en lo Profundo» «Seasquatch»                          | 22 de octubre de 2012     | 2013                     |
| Los hermanos Kratt quedan atrapados en las profundidades del mar y Aviva debe hallar el modo de salvarlos y regresarlos a la superficie. Los hermanos y el equipo aprenden cómo las criaturas del océano transforman los químicos tóxicos en energía. |                                                                 |                           |                          |
| 30 | «La Cadena Alimenticia» «The Food Chain Game»                   | 16 de enero de 2012       | 2013                     |
| Aviva idea un juego en el que participarán Martin y Chris para crear una red de alimentos para la sabana africana. Así aprenderán sobre la compleja relación que existe entre los depredadores y sus presas y sobre los animales carnívoros y herbívoros. |                                                                 |                           |                          |
| 31 | «El Bandido Enmascarado» «Masked Bandits»                       | 25 de octubre de 2011     | 2013                     |
| Mientras se prepara para la fiesta de los super trajes animales, el equipo de los hermanos Kratt comienza a notar que están sucediendo muchas cosas extrañas. |                                                                 |                           |                          |
| 32 | «El Vuelo de los Polinizadores» «Flight of the Pollinators»     | 30 de marzo de 2012       | 2013                     |
| Jimmy está seguro de que hay un fantasma o un monstruo entre ellos, pero los hermanos Kratt creen que se trata de alguna criatura. Luego descubren que el hábitat humano atrae a algunos animales porque ofrece alimentos y protección de los predadores. |                                                                 |                           |                          |
| 33 | «El Efecto Geco» «The Gecko Effect»                             | 23 de octubre de 2012     | 2013                     |
| Hay un misterio por resolver cuando los hermanos Kratt y su equipo intentan descubrir cómo hacen los gecos para trepar en superficies lisas. |                                                                 |                           |                          |
| 34 | «Un Pequeño Aullido» «Little Howler»                            | 19 de octubre de 2011     | 2013                     |
| Chris y Martin desempacaban sus cosas al regresar de una aventura y se sorprendieron cuando un cachorro de lobo salió de su equipaje. |                                                                 |                           |                          |
| 35 | «Un Regalo para Aviva» «Quillber's Birthday Present»            | 25 de octubre de 2012     | 2013                     |
| Es el cumpleaños de Aviva, y Chris y Martin decidieron recolectar púas de puercoespín del cobertizo para fabricar con ellas un hermoso collar para ella. |                                                                 |                           |                          |
| 36 | «¡Un Murciélago en mi Plato!» «A Bat in the Brownies»           | 24 de octubre de 2011     | 2013                     |
| Un murciélago aterriza en el plato de los brownies de Jimmy Z, y Martin y Chris intentan convencer a los demás de que no hay que temer a los murciélagos. |                                                                 |                           |                          |
| 37 | «El Secreto del Tiburón» «Stuck on Sharks»                      | 17 de octubre de 2011     | 2013                     |
| Martin y Chris tienen la misión de descubrir la vida secreta del gran tiburón blanco. |                                                                 |                           |                          |
| 38 | «La Danza de las Aves» «Birds of A Feather»                     | 7 de septiembre de 2012   | 2013                     |
| Aviva confiesa que el baile no es lo suyo y Chris y Martin se adentran en el bosque de Nueva Guinea para inspirarla a bailar al mostrarle a los mejores bailarines en acción. |                                                                 |                           |                          |
| 39 | «Visión Nocturna» «Googly-Eye The Night Guru»                   | 24 de octubre de 2012     | 2013                     |
| Los hermanos Kratt toman prestadas en secreto las gafas de visión nocturna de Aviva que aún no han sido terminadas para ir en busca de una misteriosa criatura nocturna. |                                                                 |                           |                          |
| 40 | «El Vuelo de las Aves» «Raptor Round-Up»                        | 20 de octubre de 2011     | 2013                     |
| Martin y Chris aceptan el desafío de identificar tantos halcones, águilas, lechuzas y buitres como puedan. |                                                                 |                           |                          |

### Temporada 2
| Episodio | Título                                                                | Estreno en Estados Unidos | Estreno en Latinoamérica |
| --- | --------------------------------------------------------------------- | ------------------------- | ------------------------ |
| 1 | «La Melena del León» «Bad Hair Day»                                   | 15 de octubre de 2012     | 2014 - 2015              |
| Chris y Martin intentan ayudar a un león a pasar algunos obstáculos y regresar a su manada que está sitiada por dos leones intrusos. |                                                                       |                           |                          |
| 2 | «¡Recuperen el Disco!» «Race for the Hippo Disc»                      | 16 de octubre de 2012     | 2014 - 2015              |
| Chris y Martin extravían por accidente un disco en la Sabana africana y deben recuperarlo antes de que caiga en manos de Zach Varmithec. |                                                                       |                           |                          |
| 3 | «El Concurso Animal» «Creature Power Challenge»                       | 17 de octubre de 2012     | 2014 - 2015              |
| Luego de quedar en medio de una pelea entre un rinoceronte gruñón y un elefante enfadado, Martin y Chris deciden hacen una competencia para averiguar qué poderes animales son más fuertes: los de los elefantes o los de los rinocerontes.                                                                          |                                                                       |                           |                          |
| 4 | «¡Soy una Termita!» «Termites Versus Tongues»                         | 18 de octubre de 2012     | 2014 - 2015              |
| Aviva y Koki se vuelven miniaturas por error y las termitas se los llevan. Martin y Chris deben separarse para ir en busca de ellos. |                                                                       |                           |                          |
| 5 | «El Pavo Salvaje» «Happy Turkey Day»                                  | 19 de noviembre de 2012   | 2014 - 2015              |
| Los Kratt tienen la misión de defender el honor del pavo salvaje y detener a Gourmand que quiere cazar al pavo más grande y gordo del bosque. |                                                                       |                           |                          |
| 6 | «¡Qué Cuello!» «Neck and Neck»                                        | 18 de enero de 2013       | 2014 - 2015              |
| Chris y Martin intentan averiguar por qué las jirafas tienen el cuello tan largo, pero una jirafa traviesa comienza a llevarse en secreto partes del super traje animal. |                                                                       |                           |                          |
| 7 | «¿Insectos o Monos?» «Bugs Or Monkeys?»                               | 1 de abril de 2013        | 2014 - 2015              |
| Martin en miniatura quiere ver a los insectos de la selva mientras Chris quiere investigar el mundo del mono araña. Chris vence y se dirige a la copa de los árboles. |                                                                       |                           |                          |
| 8 | «Los Secretos de la Telaraña» «Secrets of the Spider's Web»           | 31 de octubre de 2012     | 2014 - 2015              |
| Cuando los aventureros hermanos Kratt sufren un feo tropiezo se dirigen a una misión para hallar y recrear uno de los secretos biotecnológicos de ingeniería más grandiosos. |                                                                       |                           |                          |
| 9 | «Sombra: El Jaguar Negro» «Shadow: The Black Jaguar»                  | 2 de abril de 2013        | 2014 - 2015              |
| Martin y Chris intentaban decidir cuál sería su próxima aventura cuando se enteraron de que Zach Varmitech había decidido raptar a un jaguar negro. |                                                                       |                           |                          |
| 10 | «El Vuelo del Colibrí» «To Touch a Hummingbird»                       | 5 de julio de 2013        | 2014 - 2015              |
| Martin y Chris advierten que el colibrí tal vez sea el último animal volador y le piden a Aviva que cree un nuevo disco con sus poderes. El problema es que ¡no es fácil tocar a un colibrí! |                                                                       |                           |                          |
| 11 | «Estofado de Selva» «Rainforest Stew»                                 | 3 de abril de 2013        | 2014 - 2015              |
| Cuando Chris y Martin van en busca de una criatura oscura para sumar a su lista de vida conocen las complejidades de la selva tropical. |                                                                       |                           |                          |
| 12 | «Los Caballitos de Mar» «Seahorse Rodeo»                              | 23 de diciembre de 2013   | 2014 - 2015              |
| Mientras exploraban el mundo del caballito de mar, Martin y Chris descubrieron el plan de Donita Donata de capturar a estas sorprendentes criaturas y transformarlas en joyas vivientes. |                                                                       |                           |                          |
| 13 | «El Idioma del Delfín» «Speaking Dolphinese»                          | 5 de febrero de 2013      | 2014 - 2015              |
| Los hermanos Kratt tienen la misión de decodificar el lenguaje secreto de una de las criaturas más inteligentes de la Tierra: el delfín. Nota: En Estados Unidos fue preestrenado el 21 de enero de 2013. |                                                                       |                           |                          |
| 14 | «El Estanque de las Ranas» «Aqua Frog»                                | 26 de diciembre de 2013   | 2014 - 2015              |
| Mientras los hermanos Kratt analizaban la vida de la rana toro descubrieron un plan de Zach Varmitech para destruir su hábitat. Con la ayuda de algunos de los niños el equipo se apresuró a detenerlo. |                                                                       |                           |                          |
| 15 | «El Correcaminos» «Road Runner»                                       | 21 de agosto de 2013      | 2014 - 2015              |
| Koki quiere dejar el Desierto de Sonora para reabastecer la Tortuga, pero Chris y Martin no quieren irse hasta rastrear a un lagarto misterioso. Necesitarán la ayuda y los poderes de su amigo el Correcaminos. |                                                                       |                           |                          |
| 16 | «El Pez Globo» «Blowfish Blowout»                                     | 7 de febrero de 2013      | 2014 - 2015              |
| Cuando los hermanos Kratt en miniatura son arrastrados por una corriente de plancton y se pierden, se transforman y se mezclan con un cardumen de larvas de pez que se dirigen al hábitat más poblado y diverso de la Tierra: el arrecife de coral. Nota: En Estados Unidos fue preestrenado el 21 de enero de 2013. |                                                                       |                           |                          |
| 17 | «Conozcan a las Tortugas» «Tortuga Tune-up»                           | 22 de agosto de 2013      | 2014 - 2015              |
| Aviva adora el diseño tortuga pero siente que le falta algo. Martin y Chris se dan cuenta de que no puede nadar y deciden “bio inspirarse” explorando el mundo de las tortugas marinas. |                                                                       |                           |                          |
| 18 | «El Rescate del Arrecife» «Rocket Jaw: Rescuer of the Reef»           | 27 de diciembre de 2013   | 2014 - 2015              |
| Los hermanos Kratt descubrieron que Zach y Donita enviaron al perico pez robótico en busca de coral para joyas y deben utilizar el poder de los grandes cazadores del arrecife para detener este plan maléfico. |                                                                       |                           |                          |
| 19 | «Perdidos en la Nieve» «Snow Runners»                                 | 18 de febrero de 2013     | 2014 - 2015              |
| Los hermanos Kratt perdieron en un bosque frío a unas liebres híspidas cuando intentaban regresarlas a Asia. Deben usar estrategias de adaptación invernal para hallarlas antes de que sea demasiado tarde. |                                                                       |                           |                          |
| 20 | «El Ataque de los Extraterrestres» «Attack of the Tree Eating Aliens» | 7 de junio de 2013        | 2014 - 2015              |
| Los hermanos Kratt reciben un llamado urgente informándoles que los árboles del bosque están muriendo. En una carrera contra el tiempo intentan resolver el misterio y ayudar al bosque y a las criaturas que lo habitan.                                                                                            |                                                                       |                           |                          |
| 21 | «Misión Tortuga» «Rattlesnake Crystal»                                | 19 de agosto de 2013      | 2014 - 2015              |
| La Tortuga aterrizó en el desierto de Sonora y Koki descubrió que los cristales de telurio se quedaron sin energía y necesitan más. Martin y Chris se ofrecen para salir al desierto a hallar esta fuente importante de energía y descubren más de lo esperado.                                                      |                                                                       |                           |                          |
| 22 | «Aventura Apestosa» «Skunked!»                                        | 25 de octubre de 2013     | 2014 - 2015              |
| Cuando un grupo de zorrillos invade a Tortuga, los hermanos Kratt deben hallar el modo de recuperarla. |                                                                       |                           |                          |
| 23 | «¡Un Problema Monstruoso!» «Gila Monster Under My House»              | 20 de agosto de 2013      | 2014 - 2015              |
| Los hermanos Kratt reciben un llamado de Xavier, que vive en el Desierto de Sonora. Un Monstruo de Gila vive bajo su casa y está asustado. |                                                                       |                           |                          |
| 24 | «Rescate en el Desierto» «Desert Elves»                               | 18 de noviembre de 2013   | 2014 - 2015              |
| Cuando Koki y Jimmy se quedan varados en el desierto, Aviva y los hermanos Kratt usan los poderes del tecolote enano para poder hallar a sus amigos. |                                                                       |                           |                          |
| 25 | «La Marmota Dormilona» «Groundhog Wakeup Call»                        | 31 de enero de 2014       | 2014 - 2015              |
| Aviva descubre una marmota simpática y decide crear un super traje animal. Así descubre que uno de los poderes de esta criatura es la hibernación. Martin y Chris deben descubrir qué despierta a las marmotas para poder rescatar a Aviva.                                                                          |                                                                       |                           |                          |
| 26 | «Viaje Bajo la Nieve» «Journey to the Subnivean Zone»                 | 30 de enero de 2014       | 2014 - 2015              |
| Cuando una misión en la que presencian el nacimiento de un copo de nieve termina mal, los hermanos Kratt descubren una serie de criaturas extrañas que viven en una zona misteriosa bajo la nieve. |                                                                       |                           |                          |

### Temporada 3
| Episodio | Título                                                                                | Estreno en Estados Unidos | Estreno en Latinoamérica |
| --- | ------------------------------------------------------------------------------------- | ------------------------- | ------------------------ |
| 1 | «El Rescate de los Cangrejos» «The Hermit Crab Shell Exchange»                        | 7 de abril de 2014        | 16 de abril de 2016      |
| Martin y Chris descubren un cangrejo ermitaño en las playas del Caribe y tratan de evitar que Gourmand capture a los cangrejos en la playa. Nota 1: En Latinoamérica fue preestrenado el 29 de febrero de 2016. Nota 2: En Latinoamérica fue estrenado como parte del bloque "Código Aventura". |                                                                                       |                           |                          |
| 2 | «Peces que Vuelan» «When Fish Fly»                                                    | 10 de abril de 2014       | 17 de abril de 2016      |
| Martin y Chris intercambian de trabajo con Aviva y Koki para ver quien tiene el trabajo más difícil. Nota 1: En Latinoamérica fue preestrenado el 1 de marzo de 2016. Nota 2: En Latinoamérica fue estrenado como parte del bloque "Código Aventura". |                                                                                       |                           |                          |
| 3 | «Slider, la Nutria» «Slider: The Otter»                                               | 22 de julio de 2014       | 23 de abril de 2016      |
| Los hermanos Kratts descubren un cachorro de nutria perdido. Asumiendo que está perdido, los hermanos tratan de encontrar a su familia mientras le presentan la vida en el pantano Cypress de Florida. Nota 1: En Latinoamérica fue preestrenado el 2 de marzo de 2016. Nota 2: En Latinoamérica fue estrenado como parte del bloque "Código Aventura". |                                                                                       |                           |                          |
| 4 | «Escuadrón Mosquito» «Mosquito Dragon»                                                | 21 de julio de 2014       | 24 de abril de 2016      |
| Cuando los mosquitos atacan a Koki y Jimmy en el pantano, Aviva, Martin, y Chris parten en una aventura para descubrir exactamente por qué los mosquitos tratan de robar nuestra sangre. Nota 1: En Latinoamérica fue preestrenado el 3 de marzo de 2016. Nota 2: En Latinoamérica fue estrenado como parte del bloque "Código Aventura". |                                                                                       |                           |                          |
| 5 | «Invierno Divertido» «Under Frozen Pond»                                              | 19 de enero de 2015       | 30 de abril de 2016      |
| Todos parten en una aventura debajo del agua para descubrir cómo sobreviven los animales del estanque en el invierno. Nota 1: En Latinoamérica fue preestrenado el 4 de marzo de 2016. Nota 2: En Latinoamérica fue estrenado como parte del bloque "Código Aventura". |                                                                                       |                           |                          |
| 6 | «¡Al Rescate del Puma!» «Search for the Florida Panther»                              | 23 de julio de 2014       | 1 de mayo de 2016        |
| Cuando un niño del equipo Kratt le dice al equipo que vio una pantera herida junto a la carretera Alligator Alley, el equipo entra en "modo rescate". Nota 1: En Latinoamérica fue preestrenado el 5 de marzo de 2016. Nota 2: En Latinoamérica fue estrenado como parte del bloque "Código Aventura". |                                                                                       |                           |                          |
| 7 | «El Águila Pescadora» «Osprey»                                                        | 11 de abril de 2014       | 9 de abril de 2016       |
| Jimmy deja caer las llaves de la Tortuga al océano por accidente. Chris, Martin y Aviva se apresuran por desarrollar poderes de águila para encontrar las llaves antes de que desaparezcan para siempre. Nota 1: En Latinoamérica fue preestrenado el 6 de marzo de 2016. Nota 2: En Latinoamérica fue estrenado como parte del bloque "Código Aventura". |                                                                                       |                           |                          |
| 8 | «La Zarigüeya» «Opossum in My Pocket»                                                 | 24 de julio de 2014       | 10 de abril de 2016      |
| Mientras están en una misión para encontrar las gafas de visión nocturna de Chris perdidas en el pantano Cypress, los hermanos descubren una zarigüeya marsupial con un problema parecido. Nota 1: En Latinoamérica fue preestrenado el 7 de marzo de 2016. Nota 2: En Latinoamérica fue estrenado como parte del bloque "Código Aventura". |                                                                                       |                           |                          |
| 9 | «El Hurón de Patas Negras» «Bandito: The Black-Footed Ferret»                         | 9 de abril de 2014        | 14 de mayo de 2016       |
| Martin prueba de manera impulsiva la nueva excavadora de piedra de Aviva antes de que esté terminada y vuela fuera de control hasta estrellarse en una pradera escondida, pero encuentra una colonia de hurones de patas negras. Nota 1: En Latinoamérica fue preestrenado el 8 de marzo de 2016. Nota 2: En Latinoamérica fue estrenado como parte del bloque "Código Aventura". |                                                                                       |                           |                          |
| 10 | «Las Praderas del Bisonte» «Where the Bison Roam»                                     | 8 de abril de 2014        | 15 de mayo de 2016       |
| Cuando el equipo de los Kratt visita el lugar en donde los primeros exploradores Lewis y Clark vieron por primera vez una pradera americana, descubren que las praderas y las manadas de bisontes del pasado son mucho más difíciles de encontrar ahora. Nota 1: En Latinoamérica fue preestrenado el 9 de marzo de 2016. Nota 2: En Latinoamérica fue estrenado como parte del bloque "Código Aventura". |                                                                                       |                           |                          |
| 11 | «Cocodrilos y Caimanes» «Crocogator Contest»                                          | 21 de julio de 2014       | 21 de mayo de 2016       |
| Una pregunta desafiante en un cuestionario de criaturas sobre cuál es la diferencia entre un cocodrilo y un caimán se transforma en una competencia para descubrir por qué estas criaturas tan similares son diferentes. Nota 1: En Latinoamérica fue preestrenado el 4 de abril de 2016. Nota 2: En Latinoamérica fue estrenado como parte del bloque "Código Aventura". |                                                                                       |                           |                          |
| 12 | «La Gran Carrera» «The Amazing Creature Race»                                         | 8 de julio de 2014        | 22 de mayo de 2016       |
| El equipo de los Kratt decide hacer una carrera para ayudarlos a descubrir cuáles son las criaturas que corren más rápido. Nota 1: En Latinoamérica fue preestrenado el 5 de abril de 2016. Nota 2: En Latinoamérica fue estrenado como parte del bloque "Código Aventura". |                                                                                       |                           |                          |
| 13 | «¿Cuál Animal?» «Prairie Who?»                                                        | 9 de julio de 2014        | 28 de mayo de 2016       |
| Un tornado sorprende al Tortuga en vuelo, y toda la pandilla abandona la nave. Mientras se buscan unos a otros, el equipo de los Kratt descubre las sorprendentes especies que habitan la pradera. Nota 1: En Latinoamérica fue preestrenado el 6 de abril de 2016. Nota 2: En Latinoamérica fue estrenado como parte del bloque "Código Aventura". |                                                                                       |                           |                          |
| 14 | «Misterio en la Pradera» «Mystery on the Prairie»                                     | 10 de julio de 2014       | 29 de mayo de 2016       |
| Cuando Martin y Chris encuentran una inusual zarza con saltamontes y escarabajos con pinchos, se disponen a resolver un nuevo misterio. Nota 1: En Latinoamérica fue preestrenado el 7 de abril de 2016. Nota 2: En Latinoamérica fue estrenado como parte del bloque "Código Aventura". |                                                                                       |                           |                          |
| 15 | «La Lengua del Camaleón» «Chameleons on Target»                                       | 20 de abril de 2014       | 2016                     |
| Aviva está trabajando en un anillo que es un chip especial que le dará súper poderes para inventar, pero se lo roba un misterioso lémur. Martin y Chris van al rescate y en el camino, aprenden sobre el sorprendente mundo de los camaleones. Nota 1: En Latinoamérica fue preestrenado el 8 de abril de 2016. Nota 2: En Latinoamérica no fue estrenado de manera oficial. |                                                                                       |                           |                          |
| 16 | «La Famosa Fossa» «Fossa-Palooza»                                                     | 22 de julio de 2015       | 2016                     |
| Chris, disgustado porque la pandilla debe dejar Madagascar sin haber visto al increíble fossa, por accidente cae por la escotilla del Tortuga en pleno vuelo y aterriza en el bosque de una isla ¡entre un grupo de las criaturas que anhelaba encontrar! Nota 1: En Latinoamérica fue preestrenado el 9 de abril de 2016. Nota 2: En Latinoamérica no fue estrenado de manera oficial. |                                                                                       |                           |                          |
| 17 | «Mini-Madagascar» «Mini Madagascar»                                                   | 22 de julio de 2015       | 4 de junio de 2016       |
| Sin grandes predadores, Chris se da cuenta de que Madagascar es uno de los lugares más seguros en el mundo para la aventura. Es el lugar perfecto para explorar. ¡Pero pronto descubren que cometieron un gran error! Nota 1: En Latinoamérica fue preestrenado el 10 de abril de 2016. Nota 2: En Latinoamérica fue estrenado como parte del bloque "Código Aventura". |                                                                                       |                           |                          |
| 18 | «El Aye-Aye» «Aye Aye»                                                                | 8 de julio de 2015        | 5 de junio de 2016       |
| Cuando el equipo de los Kratt se embarca en una aventura de piratas en el Océano Índico, descubren a un náufrago muy extraño de otro mundo. Nota 1: En Latinoamérica fue preestrenado el 11 de abril de 2016. Nota 2: En Latinoamérica fue estrenado como parte del bloque "Código Aventura". |                                                                                       |                           |                          |
| 19 | «Las Patas del Lémur» «Lemur Legs»                                                    | 15 de julio de 2015       | 11 de junio de 2016      |
| El equipo llega a Madagascar por primera vez, donde descubren un grupo de lémures sifaca. Pronto, aprenden sobre su increíble habilidad de saltar erguidos. Nota 1: En Latinoamérica fue preestrenado el 12 de abril de 2016. Nota 2: En Latinoamérica fue estrenado como parte del bloque "Código Aventura". |                                                                                       |                           |                          |
| 20 | «Lucha de Lémures» «Lemur Stink Fight»                                                | 21 de abril de 2015       | 12 de junio de 2016      |
| El equipo llega a Madagascar por primera vez, donde descubren un grupo de lémures sifaca. Pronto, aprenden sobre su increíble habilidad de saltar erguidos. Nota 1: En Latinoamérica fue preestrenado el 13 de abril de 2016. Nota 2: En Latinoamérica fue estrenado como parte del bloque "Código Aventura". |                                                                                       |                           |                          |
| 21 | «El Lémur Dorado» «Golden Bamboo Lemur»                                               | 21 de julio de 2015       | 18 de junio de 2016      |
| Mientras se encuentran en Madagascar, el equipo se entera gracias a la niña Wild Kratts, Patricia Ranomafana, que nació una cría de lémur dorado. El equipo decide quedarse un poco más para saber sobre este raro lémur. Nota 1: En Latinoamérica fue estrenado como parte del bloque "Código Aventura". Nota 2: En su estreno en Estados Unidos, este episodio fue dedicado a la memoria de Jovian, el lémur estrella de la serie de televisión Zoboomafoo (creada también por los hermanos Kratt) que falleció el 10 de noviembre de 2014 a los 20 años. |                                                                                       |                           |                          |
| 22 | «La Búsqueda del Tesoro» «Tenrec Treasure Hunt»                                       | 8 de julio de 2015        | 19 de junio de 2016      |
| Cuando Chris inicia una elaborada búsqueda del tesoro centrada en un grupo raro de insectívoros, el resto de la tripulación se pone en marcha para terminar la caza. Nota: En Latinoamérica fue estrenado como parte del bloque "Código Aventura". |                                                                                       |                           |                          |
| 23 | «La Mantis Religiosa» «Praying Mantis»                                                | 12 de agosto de 2014      | 25 de junio de 2016      |
| Dos niños Wild Kratts despiertan y ven que los capullos de mantis religiosa que guardaban en su cuarto se abrieron ¡y ahora tienen 200 crías! Al enviar una alarma, el Tortuga corre a ayudarlos y a devolver las crías de mantis a la naturaleza. Nota: En Latinoamérica fue estrenado como parte del bloque "Código Aventura". |                                                                                       |                           |                          |
| 24 | «El Gran Cardumen» «Capture the Fishmobile»                                           | 22 de abril de 2015       | 26 de junio de 2016      |
| Cuando Aviva revela el Fishmobile, su nuevo invento diseñado para seguir el ritmo rápido y preciso de los bancos de peces, Chris y Martin desafían a la pandilla a un flamante juego de criaturas. Nota: En Latinoamérica fue estrenado como parte del bloque "Código Aventura". |                                                                                       |                           |                          |
| 25 | «Criaturas del Pasado: El Dodo» «Back in Creature Time: Day of the Dodo»              | 7 de julio de 2014        | 2 de julio de 2016       |
| El equipo lamenta la extinción de animales. Con el invento más reciente de Aviva, el Trampolín del Tiempo, saltan al pasado para ver al pájaro Dodo de la isla Mauricio, y se topan con el ancestro de Gourmand, que lo quiere comer, ¡y van al rescate! Nota: En Latinoamérica fue estrenado como parte del bloque "Código Aventura". |                                                                                       |                           |                          |
| 26 | «Criaturas del Pasado: El Tigre de Tasmania» «Back in Creature Time: Tasmanian Tiger» | 7 de julio de 2014        | 3 de julio de 2016       |
| El equipo decide usar el Trampolín para visitar al Tigre de Tasmania, se topan con los ancestros de Donita y Dabio, que tratan de deshacerse de todos ellos, y tienen que vencer a Zach, que trama un plan para mantenerlos atrapados ahí para siempre. Nota: En Latinoamérica fue estrenado como parte del bloque "Código Aventura". |                                                                                       |                           |                          |

### Temporada 4
| Episodio | Título                                                                        | Estreno en Estados Unidos | Estreno en Latinoamérica |
| --- | ----------------------------------------------------------------------------- | ------------------------- | ------------------------ |
| 1 | «La Mantis de los Kratt» «Liturgusa Krattorum»                                | 16 de enero de 2016       | 9 de julio de 2016       |
| Los hermanos Kratt estaban con Shadow, el cachorro de jaguar negro, cuando se enteraron de que un científico le dio el nombre de ellos a una nueva especie de mantis religiosa en Liturgusakrattorum. Pero ¡cuidado! Otros están celosos. Nota 1: Este capítulo se estrenó antes en Latinoamérica que en Estados Unidos Nota 2: En Latinoamérica fue estrenado como parte del bloque "Código Aventura".                   |                                                                               |                           |                          |
| 2 | «El Panda Gigante» «Panda Power Up!»                                          | 19 de julio de 2016       | 10 de julio de 2016      |
| Los hermanos Kratt revisaban al panda gigante en peligro de extinción y quedaron varados sin poderes en los bosques de bambú de China. Deben recuperar sus poderes a tiempo para salvar a los pandas antes de que los transformen en robots de peluche. Nota 1: Este capítulo se estrenó antes en Latinoamérica que en Estados Unidos Nota 2: En Latinoamérica fue estrenado como parte del bloque "Código Aventura".     |                                                                               |                           |                          |
| 3 | «La Invasión de los Búhos» «Snowy Owl Invasion»                               | 17 de enero de 2017       | 16 de julio de 2016      |
| Martin y Chris estaban en China con Stuffo, el panda gigante, cuando supieron que había búhos nevados en todo Estados Unidos. Estas aves rapaces pertenecen al Ártico y ellos deben averiguar la razón de la invasión. Nota 1: Este capítulo se estrenó antes en Latinoamérica que en Estados Unidos Nota 2: En Latinoamérica fue estrenado como parte del bloque "Código Aventura".                                      |                                                                               |                           |                          |
| 4 | «El Rescate del Pangolín» «Pangolin Rescue»                                   | 20 de julio de 2016       | 17 de julio de 2016      |
| Luego de descubrir un pangolín con escamas únicas de queratina, a los hermanos Kratt les informaron que los pangolines estaban en peligro en su bosque en China pues el Chef Gourmand Gaston planeaba hacer batidos con sus escamas. Nota 1: Este capítulo se estrenó antes en Latinoamérica que en Estados Unidos Nota 2: En Latinoamérica fue estrenado como parte del bloque "Código Aventura".                        |                                                                               |                           |                          |
| 5 | «La Navidad de los Kratt - Parte 1» «A Creature Christmas-Part 1»             | 25 de noviembre de 2015   | 23 de julio de 2016      |
| Es Navidad y los hermanos Kratt se toman un descanso para celebrar. Están por abrir sus obsequios cuando suena la alarma pues los villanos están secuestrando a todas las crías de animales para usarlas como adornos. La Navidad deberá esperar. Nota: En Latinoamérica fue estrenado como parte del bloque "Código Aventura".                                                                                           |                                                                               |                           |                          |
| 6 | «La Navidad de los Kratt - Parte 2» «A Creature Christmas-Part 2»             | 25 de noviembre de 2015   | 24 de julio de 2016      |
| Es Navidad y los hermanos Kratt se toman un descanso para celebrar. Están por abrir sus obsequios cuando suena la alarma pues los villanos están secuestrando a todas las crías de animales para usarlas como adornos. La Navidad deberá esperar. Nota: En Latinoamérica fue estrenado como parte del bloque "Código Aventura".                                                                                           |                                                                               |                           |                          |
| 7 | «Con Poderes de Frailecillo» «Puffin Rescue»                                  | 18 de enero de 2017       | 30 de julio de 2016      |
| Una ola gigante choca contra la Tortuga y separa a los hermanos Kratt: Jimmy y Aviva acaban en el océano, Koki está atrapado y Chris y Martin acaban en islas separadas. Martin se encuentra con un frailecillo y piensa un plan para rescatar a los demás. Nota 1: Este capítulo se estrenó antes en Latinoamérica que en Estados Unidos Nota 2: En Latinoamérica fue estrenado como parte del bloque "Código Aventura". |                                                                               |                           |                          |
| 8 | «La Marea» «Stars of the Tides»                                               | 29 de julio de 2015       | 31 de julio de 2016      |
| Martin y Chris discutían sobre quién se quedaría con un recuerdo de una criatura cuando Aviva reveló un nuevo desafío en el que Martin y Chris deberán pasar un día completo en el intermareal rocoso, uno de los hábitats más inhóspitos. Nota: En Latinoamérica fue estrenado como parte del bloque "Código Aventura".                                                                                                  |                                                                               |                           |                          |
| 9 | «La Langosta Gigante» «The Last Largest Lobster»                              | 29 de julio de 2015       | 1 de octubre de 2016     |
| Una gaviota robó un disco de poder animal de los hermanos Kratt y lo lanzó al mar. Cuando ellos se lanzan al mar para recuperarlo se encuentran con una langosta gigante y la siguen para investigar su vida hasta descubrir que corre peligro. Nota: En Latinoamérica fue estrenado como parte del bloque "Código Aventura".                                                                                             |                                                                               |                           |                          |
| 10 | «El Abominable Martin» «Golden Snub Nosed Monkey Man»                         | 21 de julio de 2016       | 2 de octubre de 2016     |
| Los hermanos Kratt van a las montañas de China para conocer a los monos que se han adaptado a vivir en tierras cubiertas de nieve. Martin se separa del resto luego de una avalancha y su supertraje funciona mal. Los demás deben encontrarlo. Nota: En Latinoamérica fue estrenado como parte del bloque "Código Aventura".                                                                                             |                                                                               |                           |                          |
| 11 | «Los Animales Traviesos» «The Other Martins»                                  | 26 de abril de 2016       | 11 de octubre de 2016    |
| Todo estaba tranquilo en la Tortuga hasta que Chris comenzó a quejarse sobre un ave llamada Martin, lo que generó confusión en los demás. Luego descubrieron que hay más de una criatura que comparte el nombre con Martin y que pueden ser muy interesantes. |                                                                               |                           |                          |
| 12 | «La Anguila Eléctrica» «Eel-lectric!»                                         | 19 de enero de 2017       | 12 de octubre de 2016    |
| La Tortuga se estrelló en la selva tropical del Amazonas y su sistema eléctrico se destruyó. Los hermanos Kratt quedan varados y expuestos al clima y los animales salvajes, deben reparar el sistema antes de que los invadan las criaturas del Amazonas. Nota: Este capítulo se estrenó antes en Latinoamérica que en Estados Unidos                                                                                    |                                                                               |                           |                          |
| 13 | «El Narval de Dos Colmillos» «The Mystery of the Two Horned Narwhal»          | 20 de enero de 2017       | 13 de octubre de 2016    |
| Luego de una discusión sobre si los cuernos o las astas son mejores, Martin y Chris deciden partir en una aventura al Ártico con un narval. Una vez allí, desentrañarán el misterio de la criatura que los acompaña. Nota: Este capítulo se estrenó antes en Latinoamérica que en Estados Unidos |                                                                               |                           |                          |
| 14 | «El Nado de la Nutria» «Sea Otter Swim»                                       | 27 de abril de 2016       | 17 de septiembre de 2016 |
| Los hermanos Kratt se toman un rato libre para nadar y Jimmy confiesa que no es un gran nadador. Martin y Chris lo llevan a un entrenador personal: una nutria. Nota: En Latinoamérica fue estrenado como parte del bloque "Código Aventura". |                                                                               |                           |                          |
| 15 | «El Rescate del Panda Rojo» «Red Panda Rescue»                                | 22 de julio de 2016       | 18 de septiembre de 2016 |
| Chris halla una pequeña panda roja perdida y antes de que puedan reunirla con su madre, Zach la roba como regalo de cumpleaños para Donita Donata y los hermanos deben rescatarla. Nota: En Latinoamérica fue estrenado como parte del bloque "Código Aventura". |                                                                               |                           |                          |
| 16 | «El Oso Espíritu» «Spirit Bear»                                               | 29 de abril de 2016       | 18 de octubre de 2016    |
| Los hermanos Kratt salen en busca de osos negros y Aviva tiene una visión fugaz de un oso blanco fantasmal. Pronto advierten que se toparon con un oso muy poco común del Pacífico. Quedan consternados con los planes de una nueva villana. |                                                                               |                           |                          |
| 17 | «Los Colores de China» «The Colors of China»                                  | 25 de julio de 2016       | 19 de octubre de 2016    |
| Mientras pasaban tiempo con los faisanes dorados en China, Martin y Chris piensan cuán importante es el color para los animales. Donita Donata comienza a robar el color a los animales y deben detenerla para devolvérselos. |                                                                               |                           |                          |
| 18 | «Un Día como Tortuga» «Box Turtled In!»                                       | 25 de abril de 2016       | 20 de octubre de 2016    |
| Cuando la Tortuga es miniaturizada por accidente y un coyote se la lleva, la defensa de la nave nodriza es puesta a prueba. Emprenden la misión de recuperar el miniaturizador para devolverle el tamaño normal a la Tortuga. |                                                                               |                           |                          |
| 19 | «Animales Centenarios» «Animals Who Live to be 100 Years Old»                 | 28 de abril de 2016       | 21 de octubre de 2016    |
| Martin estaba con su mascota Juice, una mosca de la fruta, cuando esta murió de repente. Jimmy quiere saber si hay animales que lleguen a los cien años y parten en una misión para conocer a los animales más viejos del mundo. |                                                                               |                           |                          |
| 20 | «El Pez Arquero» «Archerfish School»                                          | 10 de abril de 2015       | 25 de enero de 2017      |
| Los hermanos Kratt aprenden el secreto de la arquería de "gota" y lo utilizan para infiltrarse en el yate de Donita Donata para rescatar crías de animales que ha capturado para su nueva línea de moda. Nota 1: En Latinoamérica fue preestrenado el 25 de septiembre de 2016. Nota 2: Este capítulo se estrenó antes en Latinoamérica que en Estados Unidos                                                             |                                                                               |                           |                          |
| 21 | «El Apetito de la Orca» «This Orca Likes Sharks»                              | 11 de abril de 2015       | 26 de enero de 2017      |
| Los hermanos Kratt reciben un mensaje en una botella que les informa sobre una orca que solo come grandes tiburones. Utilizan el decodificador de delfínes de Aviva y lo modifican al lenguaje de las orcas para poder hallarla. Nota: Este capítulo se estrenó antes en Latinoamérica que en Estados Unidos |                                                                               |                           |                          |
| 22 | «Crías del Ártico» «Baby Tooth and Kid Musky»                                 | 12 de abril de 2015       | 27 de enero de 2017      |
| Luego de una charla de depredadores y presas, los Kratts deciden separarse e investigar la vida de cada grupo. Se hacen amigos de miembros de cada grupo y cuando estos se enfrentan, averiguan cómo reacciona en una batalla real por su supervivencia. Nota: Este capítulo se estrenó antes en Latinoamérica que en Estados Unidos                                                                                      |                                                                               |                           |                          |
| 23 | «El Misterio del Guepardo» «Cheetah Adopted»                                  | 13 de abril de 2015       | 30 de enero de 2017      |
| Martin y Chris estaban en la sabana africana cuando se encontraron con una madre jabalí y sus crías. Lo extraño es que una de las crías era el cachorro de guepardo Spotswat. Deben averiguar por qué lo adoptaron y reunirlo con su madre, Blur. Nota: Este capítulo se estrenó antes en Latinoamérica que en Estados Unidos                                                                                             |                                                                               |                           |                          |
| 24 | «El Buey Almizclero» «Musk Ox Mania»                                          | 14 de abril de 2015       | 31 de enero de 2017      |
| Chris advierte que ha perdido su colección de recuerdos y deben viajar al Ártico para recuperarla. El Ártico está cubierto de una gruesa capa de hielo y nieve, necesitarán la ayuda del buey almizclero. Nota: Este capítulo se estrenó antes en Latinoamérica que en Estados Unidos |                                                                               |                           |                          |
| 25 | «Criaturas de las Profundidades - Parte 1» «Creatures of the Deep Sea-Part 1» | 23 de noviembre de 2016   | 28 de marzo de 2017      |
| A bordo del nuevo explorador de Aviva, los hermanos se aventuran a la última frontera animal marina, las profundidades. En las profundidades hay muchos desafíos y se ven forzados a decidir qué es lo que realmente importante. |                                                                               |                           |                          |
| 26 | «Criaturas de las Profundidades - Parte 2» «Creatures of the Deep Sea-Part 2» | 23 de noviembre de 2016   | 9 de marzo de 2017       |
| A bordo del nuevo explorador de Aviva, los hermanos se aventuran a la última frontera animal marina, las profundidades. En las profundidades hay muchos desafíos y se ven forzados a decidir qué es lo que realmente importante. |                                                                               |                           |                          |

### Temporada 5
| Episodio | Título                                                               | Estreno en Estados Unidos | Estreno en Latinoamérica |
| --- | -------------------------------------------------------------------- | ------------------------- | ------------------------ |
| 1 | «¿Pingüinos en el Polo Norte?» «Mystery of the North Pole Penguins?» | 25 de julio de 2017       | [TBA]                    |
| Los Kratt se reúnen con los pingüinos emperadores en el Polo Sur y se preguntan por qué no viven en el Polo Norte. Koki se entera de que hay pingüinos varados en el Ártico. Los Kratt investigan este misterio y los ayudan a regresar a su hogar. Nota: A partir de este capítulo Gabriel Ortiz hace el papel de Chris en el doblaje latinoamericano. |                                                                      |                           |                          |
| 2 | «El tigre de Bengala» «Temple of Tigers»                             | 27 de julio de 2017       | [TBA]                    |
| Cuando Aviva logra sorprender a los hermanos Kratt, se preguntan si perdieron sus habilidades. Chris y Martin van en busca del felino más poderoso del mundo, el tigre. |                                                                      |                           |                          |
| 3 | «Dole, el perro salvaje» «The Dhole Duplicator»                      | 6 de noviembre de 2017    | [TBA]                    |
| Mientras visitan India, Martin y Chris inician una aventura para explorar el mundo del dole, el perro rojo. Con ayuda, encuentran esta criatura en peligro y ,juntos, logran derrotar a un tigre hambriento. |                                                                      |                           |                          |
| 4 | «La Cobra Real» «The Cobra King»                                     | 7 de noviembre de 2017    | [TBA]                    |
| Mientras buscan la pulsera animal de Martin, los hermanos se topan con una cobra. En una aventura salvaje para recuperar el dispositivo, aprenden sobre el doble poder de ese animal: el veneno y la postura defensiva. |                                                                      |                           |                          |
| 5 | «La Salamandra» «Fire Salamander»                                    | 8 de noviembre de 2017    | [TBA]                    |
| Mientras exploran el Bosque Negro en Alemania, los hermanos descubren una salamandra negra y amarilla que sale del fuego. No entienden cómo eso pueda ser posible, ya que esos animales necesitan agua para vivir, no fuego. |                                                                      |                           |                          |
| 6 | «Mejillas, el hámster» «Cheeks the Hamster»                          | 23 de abril de 2018       | [TBA]                    |
| Mientras prueban los trajes en Alemania, Aviva pierde los chips que los hacen funcionar. El equipo deberá encontrarlos, y el hámster europeo se convierte en su única esperanza. |                                                                      |                           |                          |
| 7 | «Caballos Salvajes» «Wild Ponies»                                    | 24 de abril de 2018       | [TBA]                    |
| Mientras recorren las dunas en busca de criaturas, Martin y Chris descubren ponis silvestres. Pero una ola golpea en la orilla y separa un potrillo de su mamá, y los hermanos deberán rescatarlo y reunirlo con ella. |                                                                      |                           |                          |
| 8 | «El Cerebro del Elefante» «Elephant Brains!»                         | 25 de abril de 2018       | [TBA]                    |
| Los hermanos quieren descubrir las diferencias entre los elefantes asiátcos y africanos. Pero descubren que tiene mucho en común, como los sentimientos, las emociones y la inteligencia. |                                                                      |                           |                          |
| 9 | «El Oso Perezoso» «Sloth Bear Suction»                               | 26 de abril de 2018       | [TBA]                    |
| En India, los hermanos intentan descubrir a los osos perezosos. Pronto descubren sus habilidades únicas, como la de succionar para conseguir comida. |                                                                      |                           |                          |
| 10 | «Saltamontes» «City Hoppers!»                                        | 15 de junio de 2018       | [TBA]                    |
| Mientras Aviva y Koki ayudan a los hermanos a construir una catapulta, Chris y Martin exploran el mundo de los saltamontes, y se embarcan en una aventura para conocer más sobre los increíbles poderes del salto de los animales. |                                                                      |                           |                          |
| 11 | «La Garza azul» «Blue Heron»                                         | 15 de junio de 2018       | [TBA]                    |
| Martin ve algo azul en el cielo, ¡una garza azul! Es uno de los animales más grandes de Norteamérica. Los hermanos se embarcan en una aventura para descubrir sus increíbles habilidades. |                                                                      |                           |                          |
| 12 | «Elige a tu Pez Espada» «Choose Your Swordfish»                      | 15 de junio de 2018       | [TBA]                    |
| Aviva desafía a los hermanos a un duelo de esgrima y les pide que elijan sus espadas. Como no pueden decidir cuál elegir, les dice que si eligen sus peces espada favoritos, ella les hará un traje especial. |                                                                      |                           |                          |
| 13 | «El Dragón de Komodo» «Komodo Dragon»                                | 15 de junio de 2018       | [TBA]                    |
| Koki descubre que Gourmand se dirige a la isla de Komodo. Allí vive el lagarto más grande del mundo, el dragón de Komodo. Deciden ir a la isla para ver qué trama. |                                                                      |                           |                          |
| 14 | «La Migración del Salmón - Parte 1» «Hero's Journey - Part 1»        | 24 de julio de 2017       | [TBA]                    |
| Aviva anuncia que el trampolín del tiempo está casi listo, pero antes de que los hermanos puedan verificarlo, se cae por la borda sobre un salmón rojo, y deben seguirlo en su increíble y difícil viaje. |                                                                      |                           |                          |
| 15 | «La Migración del Salmón - Parte 2» «Hero's Journey - Part 2»        | 24 de julio de 2017       | [TBA]                    |
| Aviva anuncia que el trampolín del tiempo está casi listo, pero antes de que los hermanos puedan verificarlo, se cae por la borda sobre un salmón rojo, y deben seguirlo en su increíble y difícil viaje. |                                                                      |                           |                          |
| 16 | «Criaturas Extrañas - Parte 1» «Creepy Creatures! - Part 1»          | 22 de octubre de 2018     | [TBA]                    |
| El equipo no está muy seguro qué hacer para Halloween. ¿Deberían salir a pedir dulces o hacer una fiesta? Deciden que lo mejor es salir a descubrir criaturas extrañas. Mientras Zach y los otros villanos planean arruinarles Halloween. |                                                                      |                           |                          |
| 17 | «Criaturas Extrañas - Parte 2» «Creepy Creatures! - Part 2»          | 22 de octubre de 2018     | [TBA]                    |
| El equipo no está muy seguro qué hacer para Halloween. ¿Deberían salir a pedir dulces o hacer una fiesta? Deciden que lo mejor es salir a descubrir criaturas extrañas. Mientras Zach y los otros villanos planean arruinarles Halloween. |                                                                      |                           |                          |
| 18 | «El águila calva» «The Fourth Bald Eagle»                            | 21 de enero de 2019       | [TBA]                    |
| El equipo intentará experimentar la vida del águila calva. Desde su comienzo en el nido, como huevos, Martin y Chris crecen con los aguiluchos, pero cuando uno desaparece misteriosamente el equipo debe averiguar qué le pasó a la cuarta águila. |                                                                      |                           |                          |
| 19 | «El Armiño» «The Erminator»                                          | 21 de enero de 2019       | [TBA]                    |
| En una misión para descubrir los poderes del pájaro carbonero y cómo puede sobrevivir a los inviernos más duros, Martin y Chris se separan. Con la ayuda de una comadreja, Martin descubre que no es fácil sobrevivir a un ambiente difícil. |                                                                      |                           |                          |
| 20 | «El Escarabajo Gigante» «Hercules - The Giant Beetle»                | 21 de enero de 2019       | 23 de mayo de 2019       |
| En una misión para investigar los exoesqueletos del escarabajo Atlas y los del escarabajo Hércules, el escarabajo se agranda. Ahora el equipo enfrenta una nueva misión. ¡Cómo detener al escarabajo antes que destruya todo!. |                                                                      |                           |                          |

## Emisión internacional
Estados Unidos: NBC, Telemundo, Qubo Channel
Puerto Rico: Telemundo

## Emisión nacional
Chile: TVN, Telecanal,